# Фаулер, Робби
Ро́берт Бе́рнард (Робби) Фа́улер (англ. Robert Bernard "Robbie" Fowler; род. 9 апреля 1975[…], Токстет, Мерсисайд) — английский футболист, выступавший на позиции нападающего. После окончания игровой карьеры стал тренером.
Воспитанник «Ливерпуля», один из наиболее выдающихся футболистов в истории этого клуба, выступал в составе команды с 1993 по 2001 год. Впоследствии играл за «Лидс Юнайтед» и «Манчестер Сити», в январе 2006 года вернулся в «Ливерпуль». В июле 2007 года перешёл в «Кардифф Сити», спустя сезон отправился в «Блэкберн Роверс». После истечения контрактного соглашения перешёл в австралийский клуб «Норт Квинсленд Фьюри». Весной 2010 года заключил контракт с «Перт Глори». В 2011 году присоединился к тайскому клубу «Муангтонг Юнайтед» в качестве игрока, однако позже был назначен играющим тренером. В 2012 году завершил карьеру футболиста.
За основную команду национальной сборной Англии сыграл 26 матчей, в которых ему удалось забить семь голов. Вместе со своей сборной выступил на Евро-1996, Евро-2000 и чемпионате мира 2002 года. Также Фаулер является одним из самых результативных нападающих в истории английской Премьер-лиги.

## Ранние годы
Фаулер родился в Токстете, пригороде Ливерпуля. Изначально носил фамилию матери — Райдер. В детстве болел за «Эвертон». В школе играл за команду «Торвальд». В одном из матчей Роберт забил 16 голов, а сама игра завершилась со счётом 26:0.
В результате выступления Фаулера привлекли внимание скаута «Ливерпуля». В то же время игра молодого англичанина привлекла и «Эвертон», Фаулер даже провёл несколько матчей в молодёжном составе «ирисок» до 17 лет, причём на тот момент ему было лишь 14 лет, однако в итоге Робби выбрал «Ливерпуль».

## Клубная карьера

### «Ливерпуль»
9 апреля 1992 года, после достижения семнадцатилетнего возраста, Фаулер подписал свой первый профессиональный контракт с «Ливерпулем». Впервые в состав команды попал в сезоне 1992/93, в матче третьего раунда Кубка Англии против «Болтон Уондерерс», однако в итоге не вышел на поле, оставшись на скамейке запасных. 22 сентября 1993 года Фаулер дебютировал во взрослой команде «Ливерпуля» в матче Кубка Футбольной лиги против «Фулхэма», в котором «красные» победили со счётом 3:1. Через две недели в ответном матче против этой команды Фаулер забил все пять голов в матче. Свой первый гол за «красных» в чемпионате Англии Фаулер забил 16 октября 1993 года в матче против «Олдем Атлетик» на 87-й минуте. Свой первый хет-трик в Премьер-лиге он забил в ворота «Саутгемптона», всего в своей пятой игре в высшем дивизионе Англии. С первых матчей Роберт стал стабильно отличаться забитыми голами, по итогу сезона став лучшим бомбардиром команды наряду с Ианом Рашем и имея в своём активе 18 голов во всех турнирах.
В сезоне 1994/95 Фаулер сыграл во всех 57 матчах команды, включая победный финал Кубка лиги и матч с «Арсеналом» 28 августа 1994 года, в котором он забил самый «быстрый» хет-трик в истории Премьер-лиги за 4 минуты и 33 секунды, данный рекорд был побит лишь 16 мая 2015 года вингером «Саутгемптона» Садио Мане. Фаулер был признан лучшим молодым игроком года по версии ПФА два раза подряд: в 1995 и 1996 годах. До этого такого результата достигал только Райан Гиггз, а после — Уэйн Руни и Деле Алли.
В середине 90-х годов Робби вместе с партнёрами по «Ливерпулю» Полом Инсом, Стивом Макманаманом, Стэном Коллимором, Джейми Реднаппом, Дэвидом Джеймсом и Джейсоном Макатиром входил в состав так называемых «Спайс Бойз» — группы талантливых футболистов «красных», которые при своём бесспорном таланте так и не смогли добиться с клубом серьёзного успеха, а своё время, по мнению прессы, посвящали не тренировкам и подготовкам к матчам, а выбору новой одежды и посещению модных клубов.
В 1996 году Фаулер получил вызов в национальную сборную, в которой дебютировал 27 марта в товарищеском матче против Болгарии. Его первая игра на международном уровне была против сборной Хорватии. Фаулер выступал за сборную на Евро-1996, где сыграл два матча. 14 декабря 1996 года в матче против «Миддлсбро» он забил четыре мяча, один из которых стал для него сотым за «Ливерпуль». В том же году Фаулер возглавил рейтинг Fair Play УЕФА, благодаря его признанию, что голкипер «Арсенала» Дэвид Симен не нарушал правила на нём, за что был назначен пенальти. После неудачной попытки убедить судью отменить пенальти, Фаулер неудачно его пробил, но вратарь мяч не удержал и Джейсон Макатир забил на добивании. Хотя многие люди считают, что Робби сознательно плохо пробил по причине честной игры, сам Фаулер после матча сказал: «Это моя работа как бомбардира и я хотел забить этот гол. Я пытался забить. Так случилось, что это был неудачный пенальти».
До 1997 года Фаулер в каждом сезоне забивал больше тридцати мячей. В сумме за три года он забил 98 голов, за три с половиной 116. Стэн Коллимор, партнёр Робби с 1995 по 1997 года, в своей автобиографии рассказал, что Фаулер лучший игрок, с которым ему когда-либо приходилось играть. Фаулер и Коллимор были одними из самых лучших партнёров в Англии в сезоне 1996/97.
В сезоне 1997/98 Фаулер получил травму, из-за которой не поехал на Чемпионат мира 1998. В его отсутствии в составе «красных» дебютировал Майкл Оуэн. В 1999 году Фаулер был оштрафован клубом на сумму 60 000 фунтов стерлингов за то, что после празднования гола в ворота «Эвертона», он подбежал к линии штрафной площади и принялся нюхать линию, имитируя принятие кокаина. Позже футболист заявил, что это был ответ фанатам «ирисок», которые обвиняли его в употреблении наркотиков. Фаулер получил за это четыре матча дисквалификации. В том же слушании его отстранили дополнительно ещё на два матча за насмешки над защитником «Челси» Грэмом Ле Со. Фаулер подбежал к нему сзади и начал неприлично двигать тазом. Комитет в итоге дисквалифицировал футболиста на шесть матчей и на 32 000 фунтов стерлингов за оба инцидента.
Сезон 2000/01 был для Фаулера успешным. Он появился в трёх финалах, забив 17 мячей, завоевав все три трофея. В отсутствие травмированного Джейми Реднаппа Фаулер получил капитанскую повязку. Он принял участие в четвёртом раунде Кубка Лиги в матче против «Сток Сити», сделав хет—трик, игра же закончилась победой «Ливерпуля» 8:0. Это была вторая крупнейшая победа после нанесенного поражения «Фулхэму» в 1986 году со счётом 10-0. Забил Робби и в финале против «Бирмингем Сити». В финале Кубка Англии Фаулер вышел на замену 77-й минуте. На тот момент «красные» проигрывали 1-0, но впоследствии Майкл Оуэн отметился дублем. Фаулер поднял трофей вместе с Сами Хююяпия и Джейми Реднаппом. Четыре дня спустя Фаулер также вышел на замену в финале Кубка УЕФА против «Депортиво Алавес». Он вышел на 64-й минуте, заменив Эмиля Хески. Через семь минут Фаулер забил мяч, но сопернику удалось перевести игру в дополнительное время. «Ливерпуль» забил на 116-й минуте, тем самым завоевав победу. Это был третий трофей для Фаулера в этом сезоне.
В сезоне 2001/02, Фаулер появился в матче за Суперкубок УЕФА против мюнхенской «Баварии», который «мерсисайдцы» выиграли со счётом 3-2. После этого он перестает попадать в основной состав. В октябре 2001 года он забил первый за последние три года хет-трик. В 2002 году ему пришлось покинуть «Ливерпуль» из-за разногласий, возникших между Робби с одной стороны и главным тренером Жераром Улье и его ассистентом Филом Томпсоном с другой. Его последний матч состоялся против «Сандерленда», в котором он был заменен в перерыве. В рядах болельщиков «Ливерпуля» существует мнение, что именно Фаулера не хватило их команде, чтобы завоевать чемпионский титул в сезоне 2001/2002 и последующих.

### «Лидс»
Несмотря на свою популярность среди болельщиков «Ливерпуля», которые назвали Фаулера «Богом», Майкл Оуэн и Эмиль Хески стали партнёрами по нападению, вытеснив Робби. В результате футболист перешёл в «Лидс Юнайтед» за 12 миллионов фунтов стерлингов. Дебютировал Фаулер за свою новую команду через месяц против «Фулхэма», на том же стадионе, где он дебютировал за «Ливерпуль» восемь лет назад. Фаулер был включен в состав сборной Англии на ЧМ-2002, но вышел на поле лишь один раз на замену в победном матче против Дании.
Перед началом сезона 2002/03 Фаулера начала беспокоить бывшая травма бедра, которую он лечил до декабря. После этого, во второй части сезона, Робби забил 15 мячей в 31 матче. Команда завершила сезон на 15-м месте, в результате чего команда оказалась в финансовом кризисе, из-за которого в первой части сезоне было продано несколько игроков.

### «Манчестер Сити»
В сезоне 2002/03 Фаулер перешёл в «Манчестер Сити». Сначала он отказывался от трансфера, в результате чего начался конфликт между тренером «Манчестер Сити» Кевином Киганом и председателем Дэвидом Бернштайном. Бернштайн покинул клуб, а Фаулер подписал контракт с клубом 16 января. За новую команду Фаулер дебютировал 1 февраля 2003 года против «Вест Бромвич Альбион». До конца сезона Фаулер забил всего дважды в ворота соперника.
Фаулер продолжал бороться со своими проблемами со здоровьем, сыграв лишь девять полных матчей в сезоне 2003-04. В матче против «Ливерпуля» Фаулер отметился забитым мячом, игра закончилась ничьей 2-2. В «Манчестер Сити» из «Реал Мадрид» перешёл его давний друг и партнёр по нападению Стив Макманаман. Но дуэт не смог восстановить свою прежнюю форму со времен пребывания в составе «красных», в результате чего получил много критики в свой адрес. В том же году Фаулера обвинили в секс скандале.
Несмотря на спад, Фаулер во второй части сезона 2004/05 забил свой 150-й мяч в премьер-лиге в ворота «Норвич Сити» 28 февраля 2005 года. В матче против «Мидлсбро» Робби не забил пенальти на 90-й минуте, что помешало «Манчестер Сити» выступить в Кубке УЕФА в следующем сезоне. Несмотря на это, Фаулер стал лучшим бомбардиром команды, и вошёл в тройку призёров номинации Player of the Year по версии болельщиков.
В начале сезона 2005-06 Фаулер получил травму, выйдя всего дважды на замену за четыре месяца. В первом же матче после травмы в Кубке Англии против «Сканторп Юнайтед» 7 января 2006 года Робби сделал хет-трик. На следующей неделе Фаулер забил третий мяч в ворота «Манчестер Юнайтед». Несмотря на всё, Фаулер лишь однажды появился на поле перед тем как перейти в «Ливерпуль» на правах свободного агента.

### Возвращение в «Ливерпуль»

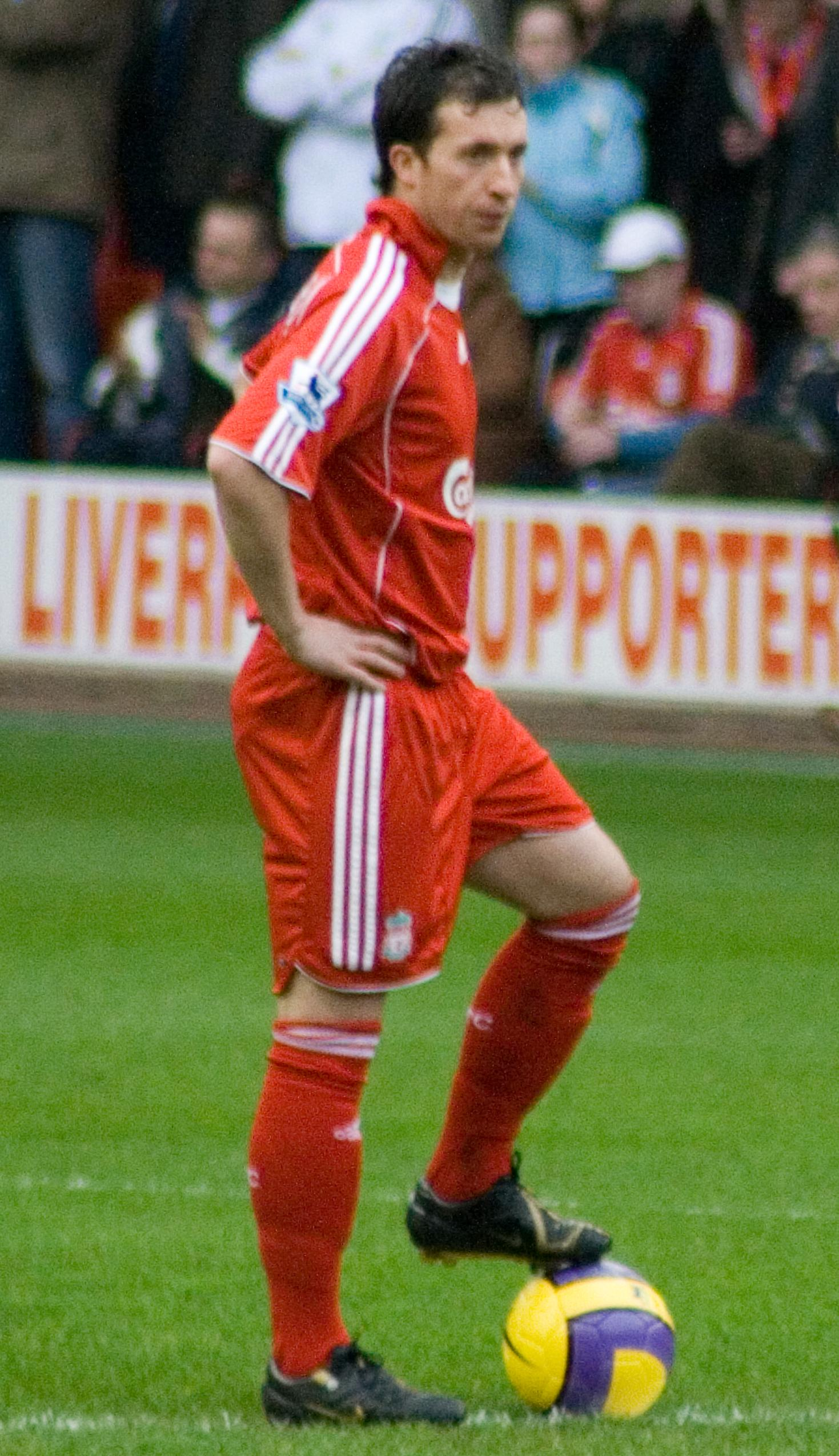
Фаулер в составе «Ливерпуля»

27 января 2006 года на правах свободного агента Фаулер вернулся из «Манчестер Сити» в «Ливерпуль», подписав контракт до конца сезона. Болельщики «Ливерпуля» тепло приняли Фаулера. В матче против «Бирмингем Сити» они вывесили баннер с надписью «Бог номер одиннадцать, добро пожаловать обратно в рай» (англ. God - number eleven, welcome back to heaven). «Бог» — прозвище, которое дали ему фанаты, когда Робби начинал карьеру в «Ливерпуле». После возвращения Фаулер забил первый гол 15 марта 2006 года в домашнем матче против «Фулхэма». Своим следующим голом в ворота «Вест Бромвич Альбион» Фаулер обогнал в таблице голеадоров Ливерпуля Кенни Далглиша, заняв в почётном списке 5-е место. До 16 апреля Фаулер забил ещё 5 мячей, но физическая форма Робби все ещё была под вопросом. Уже в мае Фаулеру предложили новый летний контракт.
5 декабря 2007 года Фаулер забил два гола в Лиге чемпионов в ворота «Галатасарая», но не это помогло его команде, которая уступила со счётом 3:2. А в полуфинале Лиги чемпионов Фаулер не смог забить мяч в ворота «Челси», после паса Дирка Кёйта. «Ливерпуль» победил в серии послематчевых пенальти. В финале «Ливерпуль» уступил итальянскому «Милану» со счётом 1:2.
13 мая в матче против «Чарльтон Атлетик» Фаулер раз вышел с капитанской повязкой. После матча болельщики скандировали его имя, благодаря его за годы, проведённые с командой. 1 июля 2007 года Фаулер стал свободным агентом.

### «Кардифф Сити»
21 июля Фаулер подписал двухлетний контракт с «Кардифф Сити». 28 августа Фаулер дебютировал в новой команде в Кубке Лиги. 22 сентября Фаулер забил первые два мяча в ворота «Престон Норд Энд». В следующем матче Фаулер также отличился дважды в воротах «Вест Бромвич Альбион», «Кардифф Сити» победил 4:2. В следующем раунде бывший клуб Фаулера «Ливерпуль» обыграл «Кардифф Сити» 2:1 по сумме двух матчей.
17 января 2008 года стало известно, что Робби пропустит остаток сезона из-за того, что беспокоившие его повреждения оказались серьёзнее, чем все думали. Для лечения хирурги были вынуждены выполнить несколько микропереломов. Фаулер попытался вернуться в конце сезона, чтобы сыграть в финале Кубка Англии против «Портсмута» и был включен в заявку к матчу. Но в матче, который его команда проиграла, он не сыграл.
Несмотря на то, что его контракт с клубом истекал летом 2008 года, ожидалось, что соглашение будет продлено ещё на год, футболист даже успел согласовать условия личного контракта. Тем не менее, 11 июля 2008 года было объявлено о переходе Фаулера в клуб английской Премьер-лиги «Блэкберн Роверс», контракт заключён сроком на один год. Дебют за новую команду состоялся 24 сентября в матче Кубка лиги против «Эвертона».

### «Блэкберн Роверс»
После долгих перипетий Фаулер подписал пробный контракт с «Блэкберн Роверс» на три месяца. Дебют за новую команду состоялся 24 сентября в матче Кубка лиги против «Эвертона». Его контракт с «Роверс» закончился 12 декабря. Не получив новых предложений от клуба, Фаулер начал вести переговоры с австралийским клубом «Норт Квинсленд Фьюри».

### «Норт Квинсленд Фьюри»

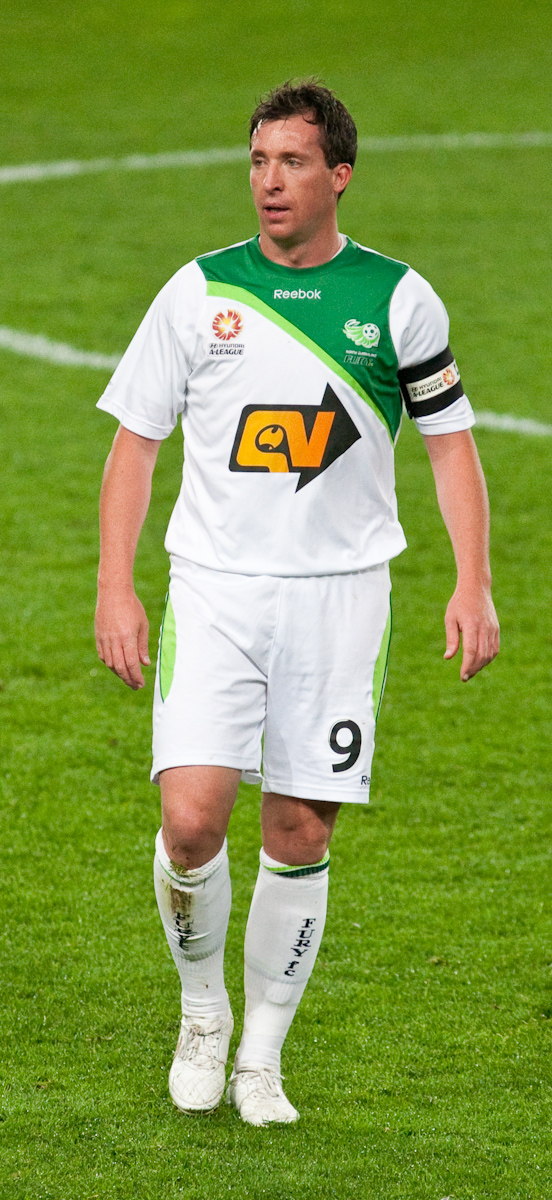
Фаулер в составе «Норт Квинсленд Фьюри»

4 февраля 2009 года Фаулер подписал контракт с «Норт Квинсленд Фьюри», переехав в Австралию вместе с семьёй. За новый клуб Фаулер дебютировал в июле 2009 года в проигранном матче против «Вулверхэмптон Уондерерс». В сезоне 2009-10 Фаулер был назначен капитаном команды. Первый гол Робби забил в ворота «Сиднея» с пенальти 8 августа.
23 января 2010 года в матче против «Брисбен Роар» Фаулер отказался подчиниться решению главного тренера и остаться в числе запасных. В результате, главный тренер «Норт Куинсленда» Иэн Фергюсон не включил его в заявку на матч, и Фаулер был вынужден смотреть за игрой с трибуны. 15 июня Фаулер подтвердил, что подал в суд на руководство клуба «Норт Куинсленд Фьюри», который разорвал с ним контракт из-за финансовых трудностей.

### «Перт Глори»
27 апреля 2010 года Фаулер решил подписать контракт с «Перт Глори», отказавшись от клубов Ближнего Востока и австралийского «Сиднея». В середине июня Робби присоединился к команде. 29 августа Фаулер забил свой первый гол за «Перт» в ворота «Мельбурн Харт». 1 июня 2011 года на сайте «Перт Глори» появилась информация, что Робби не будет выступать за их команду в следующем сезоне. Сам же Фаулер объяснил это желанием быть поближе к семье.

### «Муангтонг Юнайтед»
7 июля 2011 года Робби Фаулер принял решение продолжить карьеру в тайском клубе «Муангтонг Юнайтед». 30 сентября 2011 года назначен на пост играющего тренера «Муангтонг Юнайтед» вместо уволенного главного тренера Энрике Калишту. 1 октября 2011 года в дебютном матче в новом качестве тренируемый Фаулером клуб одержал победу над клубом «Самутсонгкхрам» со счётом 3:1. 16 октября 2011 Фаулер в матче отметился первым мячом в чемпионате Таиланда. 21 декабря 2011 года Робби в поединке с «ТТМ Лопбури» забил свой 250-й гол в клубной карьере. 28 февраля 2012 Фаулер сообщил, что он покидает клуб после того, как из команды ушёл тренер Славиша Йоканович.

## Международная карьера
В сезоне 1994/95 Фаулер забил 25 мячей в Премьер-лиге, уступив только Алану Ширеру (34), но в сборную не вызывался.
Фаулер сыграл свой первый матч за сборную Англии 27 марта 1996 года, выйдя на 76-й минуте на замену в товарищеском матче против Болгарии на стадионе Уэмбли. 24 апреля он сыграл второй матч за сборную Англии в против Хорватии, матч закончился вничью 0-0. Тренер сборной Англии Терри Венейблс включил Фаулера в состав сборной на Евро-1996, где Фаулер сыграл два матча: со сборной Голландии в заключительном матче группового этапа, и против Испании в четвертьфинале, которую сборная Англия выиграла по пенальти.
Фаулер забил свой четвёртый гол за сборную 25 мая 2001 года, в товарищеском матче против Мексики, игра завершилась победой англичан со счётом 4:0. 5 сентября Фаулер забил гол сборной Албании в отборочном матче ЧМ-2002. Англия квалифицировалась на чемпионат мира, и Фаулер попал в числе тех 23-х футболистов, которые поехали на турнир в Южной Корее и Японии. Он не появился ни в одном матче группового этапа, но вышел на поле в матче 1/8 финала против Дании. Этот матч оказалось последним для Фаулера в его играх за сборную.
Всего за сборную Англии Фаулер сыграл 26 матчей и забил 7 голов. Его последнее появление в составе национальной команды произошло на чемпионате мира 2002 года.

## Тренерская карьера
После возвращения в Англию, Фаулер находился в тренерском штабе команды первой лиги «Милтон Кинз Донс». 7 апреля ФК «Бери» подтвердил, что Фаулер будет работать неделю ассистентом главного тренера. В том же месяце Фаулер короткий срок тренировал нападающих «Ливерпуля».
В октябре 2013 года было объявлено, что Фаулер войдет тренерский штаб молодёжной академии «Ливерпуля». Он будет работать с командами не старше 21 года и до 18 лет.
9 сентября 2014 года было объявлено, что Фаулер подал заявку на вакантное место главного тренера своего бывшего клуба «Лидс Юнайтед».

## Личная жизнь
Фаулер женился на Керри 9 июня 2001 года в городе Данс в Шотландии. Вместе они воспитывают сына Якова и трёх дочерей: Мэдисон, Джая, и Маккензи.
Вместе со старым другом Стивом Макманаманом Фаулер инвестировал деньги в конный спорт. В 2005 году Фаулер вошёл в список тысячи богатейших людей Англии по версии «Sunday Times Rich List». 2 сентября 2005 года Робби выпустил книгу «Фаулер: моя автобиография» (англ. Fowler: My Autobiography) о своей карьере футболиста. По возвращении в «Ливерпуль» Робби обновил книгу, добавив ещё один раздел.

## Статистика

### Клубная статистика
| Чемпионат        | Чемпионат            | Чемпионат                      | Лига  | Лига | Кубок        | Кубок        | Кубок Лиги            | Кубок Лиги            | Континент. соревнование.          | Континент. соревнование.          | Всего | Всего |
| Сезон            | Клуб                 | Лига                           | Матчи | Голы | Матчи        | Голы         | Матчи                 | Голы                  | Матчи                             | Голы                              | Матчи | Голы  |
| Англия           | Англия               | Англия                         | Лига  | Лига | Кубок Англии | Кубок Англии | Кубок футбольной лиги | Кубок футбольной лиги | Европа                            | Европа                            | Всего | Всего |
| ---------------- | -------------------- | ------------------------------ | ----- | ---- | ------------ | ------------ | --------------------- | --------------------- | --------------------------------- | --------------------------------- | ----- | ----- |
| 1993/94          | Ливерпуль            | Премьер-лига                   | 28    | 12   | 1            | 0            | 5                     | 6                     | 0                                 | 0                                 | 34    | 18    |
| 1994/95          | Ливерпуль            | Премьер-лига                   | 42    | 25   | 7            | 2            | 8                     | 4                     | 0                                 | 0                                 | 57    | 31    |
| 1995/96          | Ливерпуль            | Премьер-лига                   | 38    | 28   | 7            | 6            | 4                     | 2                     | 4                                 | 0                                 | 53    | 36    |
| 1996/97          | Ливерпуль            | Премьер-лига                   | 32    | 18   | 1            | 1            | 4                     | 5                     | 7                                 | 7                                 | 44    | 31    |
| 1997/98          | Ливерпуль            | Премьер-лига                   | 20    | 9    | 1            | 0            | 4                     | 3                     | 3                                 | 1                                 | 28    | 13    |
| 1998/99          | Ливерпуль            | Премьер-лига                   | 25    | 14   | 2            | 1            | 2                     | 1                     | 6                                 | 2                                 | 35    | 18    |
| 1999/00          | Ливерпуль            | Премьер-лига                   | 14    | 3    | 0            | 0            | 0                     | 0                     | 0                                 | 0                                 | 14    | 3     |
| 2000/01          | Ливерпуль            | Премьер-лига                   | 27    | 8    | 5            | 2            | 5                     | 6                     | 11                                | 1                                 | 48    | 17    |
| 2001/02          | Ливерпуль            | Премьер-лига                   | 10    | 3    | 0            | 0            | 0                     | 0                     | 7                                 | 1                                 | 17    | 4     |
| 2001/02          | Лидс Юнайтед         | Премьер-лига                   | 22    | 12   | 1            | 0            | 0                     | 0                     | 0                                 | 0                                 | 23    | 12    |
| 2002/03          | Лидс Юнайтед         | Премьер-лига                   | 8     | 2    | 1            | 0            | 0                     | 0                     | 1                                 | 0                                 | 10    | 2     |
| 2002/03          | Манчестер Сити       | Премьер-лига                   | 13    | 2    | 0            | 0            | 0                     | 0                     | 0                                 | 0                                 | 13    | 2     |
| 2003/04          | Манчестер Сити       | Премьер-лига                   | 31    | 7    | 4            | 1            | 2                     | 1                     | 4                                 | 1                                 | 41    | 10    |
| 2004/05          | Манчестер Сити       | Премьер-лига                   | 31    | 10   | 0            | 0            | 1                     | 1                     | 0                                 | 0                                 | 32    | 11    |
| 2005/06          | Манчестер Сити       | Премьер-лига                   | 4     | 1    | 1            | 3            | 0                     | 0                     | 0                                 | 0                                 | 5     | 4     |
| 2005/06          | Ливерпуль            | Премьер-лига                   | 14    | 5    | 0            | 0            | 0                     | 0                     | 2                                 | 0                                 | 16    | 5     |
| 2006/07          | Ливерпуль            | Премьер-лига                   | 16    | 3    | 0            | 0            | 3                     | 2                     | 4                                 | 2                                 | 23    | 7     |
| 2007/08          | Кардифф Сити         | Чемпионшип                     | 13    | 4    | 0            | 0            | 3                     | 2                     | 0                                 | 0                                 | 16    | 6     |
| 2008/09          | Блэкберн Роверс      | Премьер-лига                   | 3     | 0    | 0            | 0            | 3                     | 0                     | 0                                 | 0                                 | 6     | 0     |
| Всего            | Англия               | Англия                         | 391   | 166  | 31           | 16           | 44                    | 33                    | 49                                | 15                                | 515   | 230   |
| Австралия        | Австралия            | Австралия                      | Лига  | Лига | Кубок        | Кубок        | Кубок лиги            | Кубок лиги            | Азиатская футбольная конфедерация | Азиатская футбольная конфедерация | Всего | Всего |
| 2009/10          | Норт Квинсленд Фьюри | Чемпионат Австралии по футболу | 26    | 9    | 0            | 0            | 0                     | 0                     | 0                                 | 0                                 | 26    | 9     |
| 2010/11          | Перт Глори           | Чемпионат Австралии по футболу | 28    | 9    | 0            | 0            | 0                     | 0                     | 0                                 | 0                                 | 28    | 9     |
| Всего            | Австралия            | Австралия                      | 54    | 18   | 0            | 0            | 0                     | 0                     | 0                                 | 0                                 | 54    | 18    |
| Таиланд          | Таиланд              | Таиланд                        | Лига  | Лига | Кубок        | Кубок        | Кубок лиги            | Кубок лиги            | Азиатская футбольная конфедерация | Азиатская футбольная конфедерация | Всего | Всего |
| 2011             | Муангтонг Юнайтед    | Премьер-лига                   | 13    | 2    | 4            | 2            | 1                     | 0                     | 2                                 | 0                                 | 20    | 4     |
| Всего            | Таиланд              | Таиланд                        | 13    | 2    | 4            | 2            | 1                     | 0                     | 2                                 | 0                                 | 20    | 4     |
| Всего за карьеру | Всего за карьеру     | Всего за карьеру               | 458   | 186  | 35           | 18           | 45                    | 33                    | 51                                | 15                                | 589   | 252   |

### Международная статистика
| Сборная Англии | Сборная Англии | Сборная Англии |
| Год            | Матчи          | Голы           |
| -------------- | -------------- | -------------- |
| 1996           | 6              | 0              |
| 1997           | 2              | 2              |
| 1998           | 1              | 0              |
| 1999           | 3              | 0              |
| 2000           | 4              | 1              |
| 2001           | 7              | 2              |
| 2002           | 4              | 2              |
| Итого          | 26             | 7              |

| Голы Робби Фаулера за сборную Англии | Голы Робби Фаулера за сборную Англии | Голы Робби Фаулера за сборную Англии | Голы Робби Фаулера за сборную Англии | Голы Робби Фаулера за сборную Англии | Голы Робби Фаулера за сборную Англии               | Голы Робби Фаулера за сборную Англии |
| №                                    | Дата                                 | Оппонент                             | Счёт                                 | Голы Фаулера                         | Соревнование                                       |                                      |
| ------------------------------------ | ------------------------------------ | ------------------------------------ | ------------------------------------ | ------------------------------------ | -------------------------------------------------- | ------------------------------------ |
| 1                                    | 29 марта 1997                        | Мексика                              | 2 : 0                                | 1                                    | Товарищеский матч                                  |                                      |
| 2                                    | 15 ноября 1997                       | Камерун                              | 2 : 0                                | 1                                    | Товарищеский матч                                  |                                      |
| 3                                    | 31 мая 2000                          | Украина                              | 2 : 0                                | 1                                    | Товарищеский матч                                  |                                      |
| 4                                    | 25 мая 2001                          | Мексика                              | 4 : 0                                | 1                                    | Товарищеский матч                                  |                                      |
| 5                                    | 5 сентября 2001                      | Албания                              | 2 : 0                                | 1                                    | Чемпионат мира по футболу 2002 (отборочный турнир) |                                      |
| 6                                    | 27 марта 2002 год                    | Италия                               | 1 : 2                                | 1                                    | Товарищеский матч                                  |                                      |
| 7                                    | 26 мая 2002 год                      | Камерун                              | 2 : 2                                | 1                                    | Товарищеский матч                                  |                                      |

## Достижения

### Командные
«Ливерпуль»
- Обладатель Кубка Английской футбольной лиги (2): 1994/95, 2000/01
- Обладатель Кубка Англии: 2000/01
- Обладатель Суперкубка Англии: 2001
- Обладатель Кубка УЕФА: 2000/01
- Обладатель Суперкубка УЕФА: 2001

Сборная Англии
- Победитель Чемпионата Европы среди юношей (до 19 лет): 1993

### Личные
- Молодой игрок года по версии ПФА (2): 1995, 1996
- Игрок месяца английской Премьер-лиги (2): декабрь 1995, январь 1996
- Лучший бомбардир Кубка обладателей кубков УЕФА: 1996/97
- Награда УЕФА Fair Play: 1997
- Приз Алана Хардекера: 2001
- Золотая бутса «Норт Квинсленд Фьюри»: 2010
- Игрок года «Норт Квинсленд Фьюри»: 2010
- Игрок года по версии футболистов «Норт Квинсленд Фьюри»: 2010
- Золотая бутса «Перт Глори»: 2011